# Tyjhłasz
Tyjhłasz (ukr. Тийглаш) – wieś na Ukrainie w rejonie użhorodzkim obwodu zakarpackiego.
Znajduje tu się przystanek kolejowy Cehliwka, położony na linii Sambor – Czop.